# Legio XII Victrix
La Legio XII Victrix (Duodécima legión «victoriosa») fue una legión romana, a la que se conoce tan sólo por azulejos y ladrillos que datan de los siglos III-IV descubiertos en Estrasburgo. Poco se sabe de ella, y lo más que hay son suposiciones, a partir de esos restos arqueológicos. Se cree que fue creada por el emperador Constancio I Cloro a finales del siglo III y disuelta a principios del siglo siguiente. No obstante, como el resto de legiones que creó llevan el cognomen Flavia en primer lugar, se ha señalado la posibilidad de que en realidad fuera una de las legiones creadas en el imperio galo. No hay que confundirla con la más antigua XII Fulminata, que también fue conocida con el apodo de Victrix. Tampoco con la legión comitatense mencionada en la Notitia Dignitatum como I Flavia victrix Constantina («Flavia Victoriosa Constantina», occ. 5.252) a disposición del magister peditum praesentalis (General de la Infantería de campaña Imperial).